# La Seine (navire)

La Seine est une corvette de guerre de la Marine royale française envoyée en 1845 dans le Pacifique, et naufragée en 1846 à Pouébo (Nouvelle-Calédonie).

## Le contexte
La rivalité est forte entre Français et Anglais pour coloniser le Pacifique. La France s'installe en Nouvelle-Zélande à Akaroa.
La prédominance britannique en Polynésie (1827-1842) prend fin quand le contre-amiral Abel Aubert du Petit-Thouars annexe les îles Marquises (1842), et impose à la reine de Tahiti Pōmare IV le protectorat français en 1843.
Les conseillers du roi de France ne jugent pas nécessaire de poursuivre la présence française en Nouvelle-Calédonie, et en Nouvelle-Zélande.

## Le voyage
En 1845, le capitaine de corvette François Leconte (1791-1872), sous les ordres du roi Louis-Philippe Ier, est élevé au grade de capitaine de vaisseau, nommé commandant de la corvette La Seine, chargé de remplacer le capitaine Béraud comme chef de la station navale d'Akaroa, en Nouvelle-Zélande, et d'emmener, en plus des 259 membres d'équipage, 215 soldats de marine à Tahiti.
Le voyage se déroule bien : Brest (septembre 1845), Tenerife (septembre), Rio de Janeiro (octobre), Valparaiso (décembre), 
Le Callao (Pérou, janvier), Noukahive (Marquises, février), Tahiti (Polynésie française), février-mars), Akaroa (Nouvelle-Zélande, avril-mai), Tonga Tabou (Tonga, juin), Pouébo (Nouvelle-Calédonie, juillet).

## Le naufrage
La Marine utilise les cartes établies par l'expédition d'Antoine Bruny d'Entrecasteaux de 1793. Il semble que le commandant ait confondu les sites de Pouébo et Balade, qu'il doit rejoindre pour entrer en contact avec Guillaume Douarre (1810-1853), natif de Yssac-la-Tourette, Monseigneur, directeur de la mission mariste de Balade, depuis 1843.
Les 232 naufragés parviennent à la mission, s'installent et travaillent à son amélioration. La présence de tant d'hommes déstabilise les relations établies avec les tribus kanak. Pourtant, le commandant négocie le retour de tous en quelques mois : le Marian Watson, santalier anglais, la Clara, goélette de missionnaires français d'Océanie, et l'Arabian, trois-mâts anglais envoyé par le consul français en Australie.
Monseigneur Douarre profite du dernier voyage pour rentrer en France plaider sa cause auprès du roi. Il a reçu par l'intermédiaire du capitaine une missive confidentielle : « Nous n'exercerons aucune part de souveraineté sur ce pays. » Ce message secret annule l'acte de souveraineté de 1̠844 et demande de retirer le drapeau national, pour éviter d'aggraver les tensions franco-anglaises dans le Pacifique sud.

## Les suites
La mission est attaquée par des tribus. Le frère mariste Blaise Marmoiton est assassiné en juillet 1847. La mission de Balade est abandonnée, et trouve refuge à Pouébo. Elle revient à Balade en 1851.
En 1847, le commandant est « jugé en conseil de guerre maritime pour avoir perdu La Seine. François Leconte est acquitté à l'unanimité. Mais il n'obtiendra plus aucun commandement.  » (Texte du dernier des vitraux consacrés à cet épisode de l'église de Balade).
En 1853, le contre-amiral français Auguste Febvrier Despointes prend officiellement possession de la Nouvelle-Calédonie, sur ordre de Napoléon III.

## Actualité
En 1968, la Marine nationale française découvre dans la passe de Pouébo les vestiges de la corvette. L'association Fortunes de Mer calédoniennes et ses plongeurs œuvrent depuis plus de trente ans à la recherche des vestiges des bateaux naufragés autour de la Nouvelle-Calédonie. Ils sont à l'origine d'une exposition sur La Seine au musée maritime de Nouméa en 2015-2016.